# レンタ・コップ
『レンタ・コップ』（原題：Rent-A-Cop）は、1987年制作のアメリカ合衆国のサスペンス・アクション映画。バート・レイノルズ、ライザ・ミネリ出演。
ライザ・ミネリが第9回ゴールデンラズベリー賞最低主演女優賞を受賞（『ミスター・アーサー2』と併せての受賞）。バート・レイノルズも最低主演男優賞にノミネートされた。
同じバート・レイノルズ主演の『証人を消せ/レンタ・コップ2』（原題：Physical Evidence 1990年）という作品があるが、これは日本公開版のタイトルであって続編ではない。

## あらすじ
シカゴ市警察の刑事トニー・チャーチは同僚と共に麻薬取引が行なわれるホテルの一室を強襲するが、突然乱入してきた黒いライダー・スーツとヘルメット姿の男に襲われ、金を強奪される。
1人難を逃れたチャーチは男を追撃するが、男は途中偶然居合わせた娼婦のデラを人質にとり逃走、チャーチはデラを救出したものの、男を取り逃がしてしまい、上司から責任を問われたチャーチは辞表を叩きつけて刑事を辞める。
その後、私立探偵として働くチャーチのもとにデラがやってきて、あの日以来、何者かに命を狙われているので、自分の護衛をしてほしいと申し出る。
かくしてチャーチは“レンタ・コップ”となり、デラを護衛すると共に事件を追う。

## キャスト
| 役名             | 俳優                     | 日本語吹替   |
| 役名             | 俳優                     | フジテレビ版 |
| ---------------- | ------------------------ | ------------ |
| トニー・チャーチ | バート・レイノルズ       | 池田勝       |
| デラ・ロバーツ   | ライザ・ミネリ           | 鳳蘭         |
| ダンサー         | ジェームズ・レマー       | 中尾隆聖     |
| ロジャー         | リチャード・メイサー     | 福田信昭     |
| ベス             | ディオンヌ・ワーウィック | 太田淑子     |
| レマー           | バーニー・ケイシー       | 大山高男     |
| ピッツ           | ロビー・ベンソン         | 真地勇志     |
| ウィーザー       | ジョン・P・ライアン      | 藤本譲       |
| アレクサンダー   | ジョン・スタントン       | 中庸助       |
| ジョー           | マイケル・ルーカー       |              |

- フジテレビ版：初回放送1992年6月6日『ゴールデン洋画劇場』

## 関連作品
以下の作品はすべて本作と同じ、主人公が命を狙われるヒロインを守るという構図の作品である。
- 野獣捜査線
- コブラ (映画)
- ボディガード (1992年の映画)
- フェア・ゲーム (1995年の映画)